# Archipolydesmus terreus
Archipolydesmus terreus es una especie de miriápodo de la familia Polydesmidae, endémica del sur de la España peninsular.